# ボンバーマンポータブル
『ボンバーマンポータブル』は、2006年7月20日にハドソンから発売されたPlayStation Portable用アクションゲーム。
本作ではDSのボンバーマン同様のアイテムストックのシステムを採用した「ノーマルゲーム」に、ファミコンのボンバーマンのシステムを採用した「クラシックゲーム」、最大4人で対戦できる「バトルゲーム」といった3つの遊び方が存在する。
当時の公式サイトでは「『ボンバーマン』と『ボンバーマン'93』に、PSPならではの機能を搭載して、生まれ変わった」作品と紹介されていたが、実際のところ中身はまったくの別物であり、あくまでシリーズ完全新作となっている。

## ノーマルゲーム
1人用の全10ワールド100ステージをクリアすることが目的である。過去作品から登場したボスキャラ、ザコキャラが多く登場する。各ステージにあるアイテムを取ると貯めることができる「アイテムストック」のシステムを採用しているため、たとえミスしたとしても貯めていたアイテムを使い戦いを有利に進めることができる。アイテムは装備することで効果を発揮する。ステージ開始前のセットアップ画面だけでなく、ステージ中にもアイテムの装備は可能。但しボスステージ中は装備ができないため、ステージ開始前にアイテム装備を整えておく必要がある。
ステージ内の敵キャラクターを全て倒して出口に入るとステージクリアとなる。出口に爆風が当たったり、制限時間が0になったりすると敵キャラクターが出現するので注意する必要がある。敵キャラクターや爆風に接触するとミスとなり、ライフ（残り人数）が1つ減り、アイテムの装備が初期化される（貯めたアイテムは無くならない）。ライフが0になるとゲームオーバー。
また本作では一部「ボンバーマンワールド」のBGMが使用されており、イエローデザート星ではヒューヒュースター、ライトエレクトロ星ではストーリーデモ、惑星選択画面ではチャレンジゲームの選択画面、ステージ開始前ではパスワード、一部ボス戦（メカボンバー、スパイダル、ソーサリー、ビガロン、スプリガン、レンジー）ではゴッドボンバー戦のBGMとなっている。

### ストーリー
ボンバーマンたちの住む惑星群にプロフェッサー・バグラーの魔の手が忍び寄る。洗脳された生物が凶暴化し、バグラー率いるメカ軍団が星々を襲撃しはじめた。平和と秩序を守るため各惑星をめぐるボンバーマンの冒険が始まる。

## バトルゲーム
対戦ゲームモード。ワイヤレスLANを使用し、アドホックモードでの最大4人対戦が楽しめる。

### ルール設定
しょうぶすう
優勝するまでの勝利数。1～5まで設定できる。
タイム
一試合の制限時間を1:00/2:00/3:00/4:00/5:00/∞から選ぶことができる。
サドンデス
制限時間が少なくなってくると降ってくる、プレッシャーブロックのオンオフを設定する。
シャッフル
オフ/オンの設定ができ、オンにするとゲーム開始時のプレイヤーの位置が変わる。
ドクロ
もえない/もえるを設定することができ、もえないにした場合爆風が当たったドクロはステージ上を跳ね回る。
みそボン
やられたボンバーマンがみそボンになるかどうかの設定。オフ/オン/スーパーを選ぶことができ、スーパーの場合は外から他のプレイヤーを倒すと、ステージに戻ることができる。

## キャラクター
メカボンバー
ボンバーマンが住んでいるボンバー星を支配している。3体でボンバーマンに襲い掛かってくる。メカボンバーに触れてもダメージにはならない。ボムキックを装備している。1面のボスにしては強敵で、スピードもそこそこある。汗をかき、肩で息をするほど疲労すると立ち止まって休憩する。
スパイダル
森のようなステージ・グリーンウッド星を支配している。
『スーパーボンバーマン』に登場した蜘蛛を模した巨大ロボット。背中から大量の爆弾をばら撒いてくる。目に爆風を当てなければ倒せない。こちらの方がスピードが上がっている。
ソーサリー
砂漠の星、イエローデザート星を支配している。ドラゴンのような姿のロボット。ボンバーマンを狙って体当たりし、電球を放ってきたり、『スーパーボンバーマン4』のセンチビートのように体を回転させて襲ってくる。『ボンバーマンMAX』に登場したことがあるが『MAX』の方は体が緑で『ポータブル』では茶色。
プロフェッサー・バグラー
幽霊系の敵が多いことが特徴のブラックホラー星を支配している。左右にコウモリを従え、バリアを張り、一直線上に爆弾をばら撒いてくる。『スーパーボンバーマン3』に比べ、スピードは速い。バグラーも参照。
ビガロン
雪と氷のステージで全般的に足場が悪いホワイトアイス星を支配している。
『スーパーボンバーマン』にも登場。右手の巨大なハンマーを持ち、ボンバーマン目掛けてブーメランのように投げつけてくる。『スーパーボンバーマン』の時よりも強くなっている。
レンジー
ライトエレクトロ星を支配している。電子レンジ型のロボットで頭にクッキーのような飾りがある。雷を上下左右4方向に飛ばしてくる。『ボンバーマンMAX2』にも登場する。
スプリガン
火山のステージ、レッドラバー星を支配している。スプリガンは『爆ボンバーマン』に登場したマスカー三人衆の「ハウト」制作のレッドマウンテンのボス。回りながら攻撃してくる。ダメージを与えるとステージの足場を減らしてくる。『爆ボンバーマン』時代より、弱体化している。
ビガロン（バグラー搭乗）
機械が多い事が特徴のグレーメカニカ星を支配している。ビガロンが更に強化され、ボディが赤色に染まった姿。今回は、バグラーが搭乗している。ハンマーを両手に持ち、投げつけてくる。
スケルガード
治安が悪い都市惑星、ブルーンチューン星を支配している。
『スーパーボンバーマン2』に登場するプラズマボンバーの戦闘マシン。今回は、バグラーが搭乗している。ボンバーマンを狙って急降下をし、炎を吐き、ラインボム攻撃、ボンバーマンを狙って一直線上に両腕を飛ばしてくる。HPはスパボン2よりも低くなっている。
ボンバーロボ（バグラー搭乗）
PS版『ボンバーマン』に登場するボンバーマンの顔に足が四本ついた巨大な乗り物。各ステージに隠されているあるアイテムを手に入れた後、最後にバグラー戦艦に行けるようになる。最終面で戦う形となる。爆弾を置いてくるが、ダメージを与えた後、火力を上げてくる。顔が弱点となるが、単に爆風を当てるだけでは倒せない。時々、放ってくるミサイルと顔に爆風をあたえることでダメージを与えられる。